# Place de la Contrescarpe
Place de la Contrescarpe je náměstí v Paříži. Nachází se v 5. obvodu. O státním svátku 14. července se zde koná veřejný ples.

## Poloha
Náměstí je situováno podél ulice Rue Mouffetard, která tvoří jeho západní hranici a odděluje ho od ulice Rue Blainville a z druhé strany na něj směřují ulice Rue Lacépède a Rue du Cardinal-Lemoine. Náměstí tvoří střed 5. obvodu, proto se zde stýkají všechny čtyři administrativní čtvrtě Saint-Victor, Jardin-des-Plantes, Val-de-Grâce a Sorbonne.

## Historie
Svůj název odvozuje od nedaleké ulice Rue Blainville, která se dříve nazývala Rue Contrescarpe-Saint-Marcel. Označení contrescarpe je odborný termín z vojenského stavitelství, který označuje vnější zeď nebo násep vodního příkopu, která pro útočníky představuje první překážku.
Mezi zdejšími hospodami je nejslavnější La Pomme de Pin v domě č. 1, kterou od roku 1530 navštěvovali literáti jako Molière, Jean Racine, Pierre de Ronsard, Joachim du Bellay nebo Pontus de Tyard.
Toto území leželo dlouho za hranicemi města a teprve od roku 1724 je součástí Paříže. Od roku 1852 je po svém dokončení oficiálně označeno jako náměstí. Tehdy náměstí získalo svou současnou podobu.
Zdejší kavárny navštěvoval Ernest Hemingway. Po svém příjezdu z USA zde žil od 9. ledna 1922 do srpna 1923. Hemingway byl zahraničním dopisovatelem listu Toronto Star. V ulici Rue du Cardinal-Lemoine č. 74 bydlel Hemingway ve třetím patře se svou ženou Hadley. Později bydlel v hotelu v nedaleké Rue Descartes č. 39.
Na náměstí se v roce 1953 točilo několik scén z filmu Sněhy na Kilimandžáru, ve kterém roli spisovatele ztvárnil Gregory Peck.

## Významné stavby
Uprostřed náměstí je kašna obklopená jidášovými stromy. Přímo na náměstí, ale s adresou Rue Mouffetard č. 14 je dům s vývěsním štítem bývalého obchodu s čokoládou Au Nègre Joyeux („U šťastného černocha“), později hudebního klubu, který rovněž navštěvoval Hemingway.